# Leo Frank (Schriftsteller)
Leo Frank (* 29. Juni 1925 in Wien; † 19. März 2004 in Bad Ischl; gebürtig/eigentlich Leo Maier) war ein österreichischer Kriminalautor.

## Leben
Leo Frank begann seine berufliche Laufbahn unter seinem Geburtsnamen Leo Maier als Probegendarm in Braunau (Oberösterreich). 1948 wechselte er zur Staatspolizei nach Linz. Im Jahr 1961 wurde er vom Innenminister Josef Afritsch beauftragt, die Staatsangehörigkeit des Linzers Adolf Eichmann zu klären. Er wurde als Begleiter von Polizeioberkommissär Josef Wiesinger für einige Monate nach Jerusalem abgeordnet, um als offizieller Berichterstatter den Eichmann-Prozess zu beobachten. Beide wurden dann auch als Vertreter Österreichs zum Termin der Urteilsverkündung entsandt. Zurück in Linz war er wieder als Kriminalbeamter tätig. In dieser Funktion wurde er 1967 in eine Informationsaffäre um den Voest-Konzern verwickelt. Man verdächtigte ihn, vertrauliches Material an ausländische Nachrichtendienste geliefert zu haben, und er geriet unter dem Namen „James Bond von Linz“ in die Medien. Es folgte eine Strafversetzung nach Wien, wo er nach wenigen Monaten ein Angebot zur Versetzung nach Zypern annahm.
Zwischen 1967 und 1974 war Leo Maier Kripo-Chef der österreichischen UN-Truppe in Nikosia. In Zypern begann er seine ersten Kriminalromane zu schreiben – Leo Frank war geboren. Doch dauerte es noch einige Jahre, bis 1976 sein erster Roman Die Sprech-Puppe publiziert wurde.
1974 kehrte er – in der Voest-Affäre inzwischen voll rehabilitiert – nach Linz zurück. Er leitete verschiedene Referate (Gewaltreferat, Sittenreferat, Mordreferat), bevor er 1980 zum obersten Kriminalisten der Stadt ernannt wurde.
Mit 59 Jahren ging er in Pension und zog in seine Wahlheimat Bad Ischl, wo er 2004 verstarb. Sein Grab befindet sich auf dem Friedhof Bad Ischl. Leo Frank-Maier (wie er sich auch nannte) war verheiratet und hatte zwei Kinder.

## Autor
Die vielfältigen beruflichen Erfahrungen und Kenntnisse Franks fließen in seine Kriminalromane ein, die sich durch Detailreichtum und einen trockenen Humor auszeichnen. Auch seine Auslandserfahrungen finden ihren literarischen Niederschlag, so in seinem Zypern-Krimi von 1977 Die Zikaden. Sein Israel-Aufenthalt schlägt sich in seinem 1979 veröffentlichten Roman Der programmierte Agent nieder, in dem ein Journalist zum Eichmann-Prozess geschickt wird und sein Gewissen befragt.
Trotz seines schriftstellerischen Erfolgs sah sich Leo Frank nicht als Literat und schloss sich keiner Autorenvereinigung an. 1993 erschien seine Autobiographie Geständnis. Das Leben eines Polizisten, ein Jahr später, 1994, wurde sein letzter Roman Gold und Tribadie veröffentlicht. In den letzten zehn Jahren seines Lebens hat er keine neuen Bücher mehr publiziert.
Leo Frank schrieb insgesamt 15 Bücher, von denen einige Bestseller wurden. Sieben Romane wurden als Tatort und Eurocops verfilmt, zu den bekanntesten zählen Nachtstreife (ORF, Erstausstrahlung 1985) und Das Archiv (ORF, Erstausstrahlung 1986).

## Werke
- Die Sprech-Puppe. Herbig, München 1976, ISBN 3-7766-0781-5
  - 1978: Hörspielbearbeitung des ORF-Landesstudios Oberösterreich – Regie: Ferry Bauer[3]
- Zikaden singen nicht . Herbig, München 1977, ISBN 3-7766-0849-8
- Das Archiv. Herbig, München 1978, ISBN 3-7766-0898-6
- Der programmierte Agent. Herbig, München 1979, ISBN 3-7766-1000-X
- Die 13 Stunden der Christin Maginot. Roman einer Geiselnahme. Herbig, München 1980, ISBN 3-7766-1099-9
- Die Erlebnisse des Inspektors Pernell. (Kriminalgeschichten). Wien, Amalthea 1981, ISBN 3-85002-149-1
- Nachtstreife. Roman über Ganoven, Huren und Kriminalbeamte. Welsermühl, Wels 1983, ISBN 3-85339-183-4
- Operation Johannesburg. Herbig, München 1986, ISBN 3-7766-1394-7
- Ein Fall für das Jüngste Gericht. Herbig, München 1987, ISBN 3-7766-1451-X
- Die Bestie vom Bisamberg. Herbig, München 1988, ISBN 3-7766-1530-3
- Flucht in den Tod und andere Kriminalgeschichten vom Tatort Wien. Verl. der Österr. Staatsdr. Wien 1988, ISBN 3-7046-0107-1
- Kanonen für Tripolis. Herbig, München 1989, ISBN 3-7766-1590-7
- Alles klar, Herr Kommissar? 40 heitere Ratekrimis. Verl. der Österr. Staatsdr., Wien 1989, ISBN 3-7046-0135-7
- Leo Frank-Maier: Geständnis. Das Leben eines Polizisten. Vom Agentenjäger zum Kripochef Oberst Leo Maier. Grosser, Linz, 1993, ISBN 3-85267-006-3
- Gold und Tribadie. Ein Roman über Methoden der Mafia und der Polizei und über menschliche Schwächen. Grosser, Linz 1994, ISBN 3-85267-008-X